# Szegedi Floorball Egyesület
A Szegedi Floorball Egyesület 2006 óta van jelen Szeged sportéletében.

## Az egyesület céljai
Az egyesület célja tagjainak rendszeres sportolási lehetőségének biztosítása, valamint a fiatalok körében a sportolás és így a floorball népszerűsítése. Ennek érdekében az egyesület igyekszik a rendszeres versenyeztetést is megvalósítani az országos bajnokságban és különféle tornákon. Mindemellett tervezi felállítani utánpótlás- és női szakosztályát.

## Az egyesület története
Az egyesület eredetileg lelkes középiskolásokból és egy csapatnyi felnőttből állt, akik különböző módon ismerkedtek meg ezzel a játékkal.
A Ságvári Endre Gyakorló Középiskola és az egykori Tisza Lajos Szakközépiskola testnevelés óráinak kereteiből szakadt ki egy kisebb társaság, amely kipróbálta magát a Magyar Floorball Szövetség által szervezett U19-es felnőtt férfi bajnokságban (2004). 
Az alapításkor felálló csapat másik gerincét kiadó felnőtt társaság Svédországban ismerkedett meg a sportággal, ahova néptáncosként jutottak el. Ők honosították meg a sportágat Szegeden.
2005 szeptemberében a csapat Szegedi Floorball Egyesület néven elindult az Országos Bajnokság harmadik osztályában. A Keleti csoport negyedik helyén, összesítésben a tizedik helyen végzett a csapat. A Magyar Kupában a nyolcaddöntőig jutottak. 2006 júniusában hivatalosan is bejegyezték az egyesületet a bíróságon Szegedi Floorball Egyesület néven. Augusztustól, az első (akkor még fa-) palánk megvásárlása óta rendezhetnek mérkőzéseket hazai pályán.
A 2006–2007-es szezonban a rájátszásban egy győzelemmel és egy döntetlennel végeztek, rosszabb gólkülönbségük miatt csak a kisdöntőben szerepelhettek. Összesítésben negyedik lett a csapat, ezzel feljutott a másodosztályba.
2009–2010 folyamán elkészült a teljes műanyag palánksor.

## A vezetőség

### Elnökök
- Sánta Vince (2006–2009)
- Feil Balázs (2009–)

### Alelnökök
- Papp Tamás (2006–)
- Tari Szabolcs (2006–)

## Az egyesület segítségével működő szakosztályok
Jelenleg egy szakosztály, a férfi felnőtt csapat képviselteti magát az országos bajnokságban. Ezenkívül folyamatos próbálkozások vannak utánpótlás, valamint női csapat indítására is. Mindezek mellett az Egyesület jó viszonyt ápol a Szegedi Tudományegyetemmel, amely rendszeresen elindul a Magyar Egyetemi és Főiskolai Országos Bajnokságon nagyobb részt szegedi játékosokkal felállva.

## Rendezvényeik

### Szeged Kupa
Az egyesület több alkalommal rendezte már meg a Szeged Kupát, ahol a küzdelmekben rendszerint különféle magyar csapatok vesznek részt. Ezen csapatok mellett egy alkalommal a szerb Belgrád egyesülete is képviseltette magát, ami az eddigi egyetlen alkalom volt, hogy a csapat külföldi ellenfél ellen mérethette meg magát.

### INTERSPORT Kupa
A Szegedi Floorball Egyesület és az INTERSPORT Szeged 2009 eleje óta igyekszik minél több fiatalhoz eljuttatni a floorball sportágat. Eddig két kupa került megrendezésre.

## Külső hivatkozások
- Az egyesület hivatalos honlapja